# Young Adult
Pour plus de détails, voir Fiche technique et Distribution.
Young Adult ou Jeune adulte au Québec, est un film américain réalisé par Jason Reitman et sorti en salles en 2011.

## Synopsis
Autrice de fiction pour adolescents, Mavis Gary mène une vie pleine d'excès. Même si elle le croit, elle n'est plus vraiment la fille brillante et populaire qu'elle était au lycée.
Fraichement divorcée, elle reçoit un matin un mail de Buddy Slade, un ex-petit ami qui lui annonce la naissance de son bébé. Elle décide alors de retourner dans sa petite ville natale du Minnesota, espérant raviver une romance avec cet ex-petit ami, aujourd'hui marié et père de famille. Sur place, elle sympathise avec Matt Freehauf, un ancien élève de son lycée.

## Fiche technique
- Titre original et français : Young Adult
- Titre québécois : Jeune adulte
- Réalisation : Jason Reitman
- Scénario : Diablo Cody
- Direction artistique : Michael Ahern
- Décors : Kevin Thompson
  - Décorateur de plateau : Carrie Stewart
- Costumes : David C. Robinson
- Directeur de la photographie : Eric Steelberg
- Montage : Dana E. Glauberman
- Musique : Rolfe Kent
- Casting : Jessica Kelly et Suzanne Smith
- Production : John Malkovich
- Société(s) de production :
- Société(s) de distribution :  Paramount Pictures
- Budget : 12 millions de dollarsUS[1]
- Pays d'origine :  États-Unis
- Langue originale : anglais
- Format : Couleur - 1,85 : 1 - son Dolby Digital
- Genre : Comédie dramatique
- Durée : 94 minutes
- Dates de sortie en salles : 
  -  États-Unis et  Canada : 9 décembre 2011 (sortie limitée aux États-Unis), 16 décembre 2011 (sortie nationale)
  -  France : 28 mars 2012

## Distribution
- Charlize Theron (VF : Barbara Kelsch) : Mavis Gary
- Patton Oswalt (VF : Jérôme Wiggins) : Matt Freehauf
- Patrick Wilson (VF : Alexis Victor) : Buddy Slade
- Elizabeth Reaser (VF : Hélène Bizot) : Beth Slade
- Collette Wolfe (VF : Aurore Bonjour) : Sandra Freehauf
- Hettienne Park (VF : Aurélie Fournier) : Vicki Robek
- Brian McElhaney (VF : Rémi Caillebot) : Blake
- Louisa Krause : fille au comptoir de réception

 Source et légende : version française (VF) sur RS Doublage

## Production

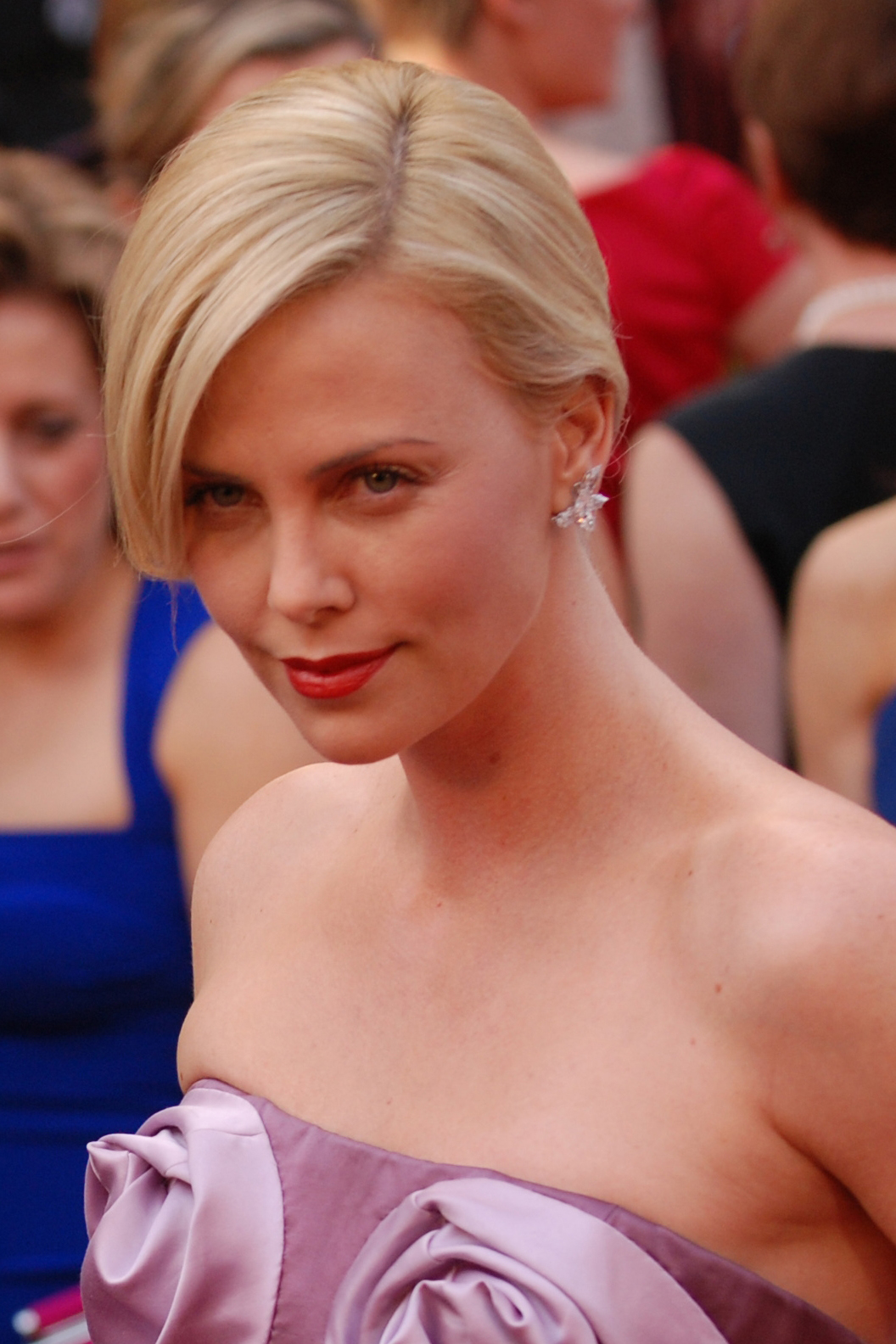
L'actrice principale Charlize Theron, l'année de tournage du film.

### Développement
Le scénario est écrit par Diablo Cody, qui a trouvé l'idée du script dans la presse : lors des conférences de presse, on lui posait souvent la question « Pourquoi es-tu si obsédée par [les films sur] les adolescents ? » et s'est demandé « Ai-je un retard de croissance en quelque sorte ? »

« Et comme je pensais à ma propre vie, j'ai pensé : «Mon Dieu, ce serait une femme trentenaire, qui écrit des fictions pour jeunes adultes et en fait s'accroche, s'accroche à ses fantasmes d'adolescente dans sa vie réelle, et est obsédée à recréer son adolescence contre vents et marées » »

— Diablo Cody
Elle a envoyé le projet à son ami, le réalisateur Jason Reitman, avec lequel elle avait travaillé sur Juno. Voyant la production de son projet de film, Labor Day, repoussée en 2012, il avait un créneau pour réaliser Young Adult.

### Budget
Le budget du film est évalué à 12 millions de dollars, pour une durée de tournage de 30 jours.

### Casting

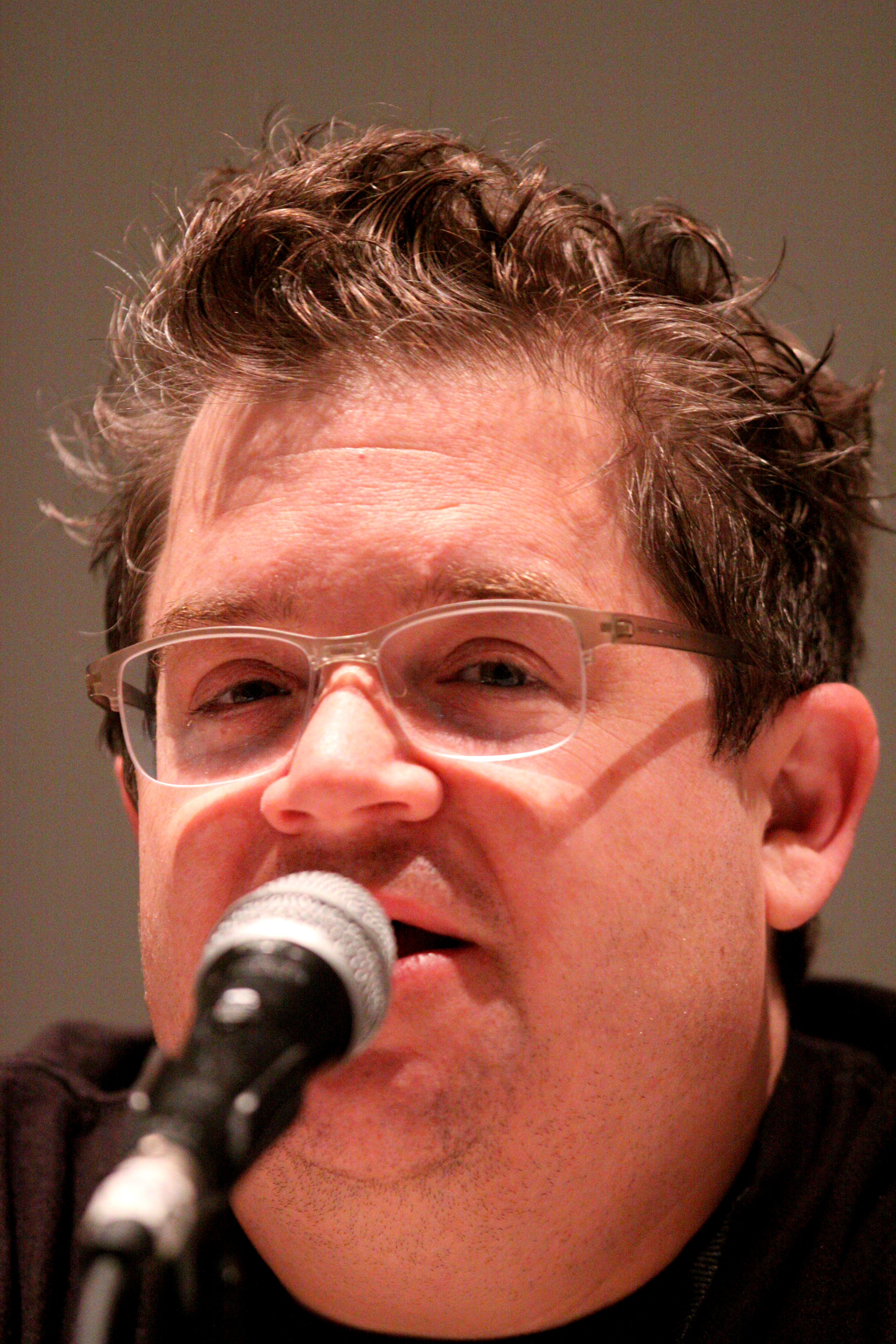
L'acteur principal Patton Oswalt, également l'année de tournage du film.

Le rôle principal, celui de Mavis Gary, a été confié à Charlize Theron, qui sera nommée aux 69e cérémonie des Golden Globes, dans la catégorie meilleure actrice dans un film musical ou une comédie, finalement remporté par Michelle Williams.

### Tournage
Le film a été tourné principalement dans le Minnesota et dans l'état de New York.

## Réception

### Accueil critique
Le film a dans l'ensemble rencontré des critiques favorables dans les pays anglophones avec un pourcentage de 81 % sur le site Rotten Tomatoes, basé sur 116 commentaires et une note moyenne de 7⁄10 et une moyenne de 73⁄100 sur le site Metacritic, basé sur 40 commentaires.

### Box-office
Le film a engrangé 22,6 millions $ de recettes dans le monde, dont plus de 70 % aux États-Unis et au Canada. En France, le film a attiré 161 673 spectateurs dans les salles.
- Monde entier : 22 654 650 $[6]
- États-Unis &  Canada : 16 311 571 $
- Reste du monde : 6 343 079 $